# Edoardo Caletti
Edoardo Maurizio Maria Caletti (Milano, 16 luglio 1986) è un hockeista su ghiaccio italiano, milita come attaccante nell'Ares Sport, squadra della Italian Hockey League - Divisione I.

## Palmarès
- Campionato italiano: 1

Renon: 2017-2018
- Coppa Italia: 1

Valpellice: 2015-2016
- Italian Hockey League - Division I: 1

Ares Sport: 2023-2024